# Ammophila saussurei
Ammophila saussurei är en biart som först beskrevs av Du Buysson 1897.  Ammophila saussurei ingår i släktet Ammophila och familjen grävsteklar. Inga underarter finns listade i Catalogue of Life.